# Баня (Калуш)
Баня — один з районів малоповерхової садибної забудови Калуша, розміщений на правобережних схилах річки Сівка. Межує: на півдні — з центральною частиною міста, на сході —  через вулицю Височанка з районом міста Височанка, на півночі — з селом Копанки (через Сівку) і Заліссям (дачним районом міста), на заході — через річку Сівка з районом міста Новий Калуш.

## Історія
Відсутність збережених писемних документів за XIV ст. не дозволяє ні стверджувати, ні заперечувати існування села Баня до першої письмової згадки про село солеварів. Починаючи з 1565 року за матеріалами середньовічних королівських люстрацій детально відомі кількість жителів, їх імена, професійну діяльність, наявну власність.
Після заснування в 1782 році німецької колонії Новий Калуш село через неї поступово з′єдналося суцільною забудовою з містом і стало його районом поблизу калійної шахти та інших виробничих приміщень калійного виробництва. В 1880 р. налічувалося 668 мешканців у селі та ще 67 у панському дворі. В 1910 р. проживало 648 мешканців.
1 січня 1925 р. село приєднане до Калуша.
У 1980-х роках послідовно були закриті калійне виробництво і шахта «Калуш», електростанція. У 1990-х закрито дитсадок «Світлячок».

## Сучасність
Район малоповерхової садибної забудови. Включає вулиці: Банянська, Виговського, Кузьми Хобзея, Грабовського, Дмитра Паліїва, Калнишевського, Копальняна, Кривоноса, Лепкого, Людкевича, Пачовського, Робітнича, Святої Варвари, Миколи Климишина, Сухомлинського, Фабрична, Юлії Ганущак. Вулиці даного мікрорайону забудовані ще до утворення і забудови мікрорайону Височанка і відрізняються від вулиць останнього початком нумерації з боку річки Сівка і Бані, в той час як нумерація вулиць мікрорайону Височанка починається від вулиці Височанка. До кінця ХХ ст. Баня була цілісним виборчим округом, однак із плином часу зручність транспортного сполучення через вулицю Височанка спричинила спочатку зміни у свідомості жителів вулиць Бані, прилеглих до вулиці Височанка (вулиці Дмитра Паліїва, Копальняна, Пачовського і Святої Варвари), а тепер і приєднання їх до виборчого округу Височанки.
Частина району знаходиться в загрозливій зоні через просідання ґрунту над шахтними виробітками. Межує з міським сміттєзвалищем.
Вулиця Робітнича охоплює ділянку площею 1,2 га з величними дубами віком понад 200 років і обхватом від 260 до 582 см та висотою 18-23 м.
В ході кампаній декомунізації та деколонізації перейменували вулицю Черняховського — на вулицю Дмитра Паліїва, а вулицю Чайковського — на вулицю Юлії Ганущак.

## Соціальна сфера
- Жителі району гуртуються довкола палацу культури «Мінерал».
- Традиційно є окремим виборчим округом та виборчою дільницею.
- Транспорт: автобусний маршрут № 8 "б" поновив рух після десятирічної перерви і відновлення мосту через Сівку 1 березня 2018 року[16].